# 765 Mattiaca
765 Mattiaca
765 Mattiaca là một hành tinh nhỏ vận hành theo quỹ đạo mặt trời.